# AD Carmelita
AD Carmelita ist ein costa-ricanischer Fußballverein aus dem Viertel El Carmen der Stadt Alajuela in der gleichnamigen Provinz. Der Klub wurde am 20. November 1948 gegründet. Seine Heimspiele trägt der Verein derzeit im Estadio Alejandro Morera Soto aus. Bisher konnte Carmelita einmal die costa-ricanische Meisterschaft gewinnen.

## Allgemeines
Die Klubfarben sind Grün und Rot. Lange Zeit trug der Klub den Namen Carmen FC, unter dem sie auch zum bisher einzigen Mal die Meisterschaft gewannen.
Das Besondere an AD Carmelita ist, dass der kleine Stadtteilverein, welcher über wenig Anhänger und kaum namhafte Sponsoren verfügt, seit langer Zeit im Profifußball mitspielt, was vor allem dem jahrelangen Engagement von Carlos „Cañon“ Gonzáles zu verdanken ist.

## Geschichte
Am 20. November 1948 gründeten einige Bewohner des Stadtteils „El Carmen“ in Alajuela eine kleine Fußballmannschaft um ihrem größten Hobby nachzugehen. Im selben Jahr schrieb Manuel Guillén Fernández die Mannschaft unter dem Namen „Colombia“ in einer Stadtteilmeisterschaft ein, es war das erste Mal, dass Carmelita an einem Turnier teilnahm.
Ab 1949 nahm Carmelita auch an offiziellen Wettbewerben teil, zunächst musste man sich, wie jeder neugegründete Klub zur damaligen Zeit, in der dritten Liga in den reglementierten Fußball eingliedern. Nachdem die Mannschaft im ersten Jahr noch unter dem Namen Colombia gespielt hatte, trat sie ab der Saison 1950 unter dem Namen Carmen Asociación Deportiva an.
Nach sechs Jahren in der dritten Liga gelang dem noch jungen Klub 1955 schließlich der Aufstieg in die zweite Liga, nur zwei Jahre später, 1957, gelang es dem Klub auch den Meistertitel der zweiten Liga zu gewinnen und erstmals in die höchste Spielklasse, die Primera División de Costa Rica aufzusteigen. Mit dem Aufstieg änderte der Klub seinen Namen zu Carmen FC.
In den ersten drei Jahren in der Erstklassigkeit konnte sich der Stadtteilklub ohne größere Probleme in der ersten Liga halten. In der Saison 1961, als sich fünf der acht Erstligaklubs von der FEDEFUTBOL abspalteten und einen eigenen Verband gründeten, blieb Carmen, neben CS Uruguay de Coronado und SG Española der FEDEFUTBOL treu und gewann die zwischen den drei Klubs ausgespielte Meisterschaft ungeschlagen. Nach der Saison einigte der nationale Fußballverband sich mit den „abtrünnigen“ Klubs auf eine Wiedervereinigung in der nächsten Saison, die Bedingung dieser fünf Klubs war jedoch, dass der Meister der ASOFUTBOL offiziell costa-ricanischer Meister 1961 sei und sie alle weiter in der ersten Liga spielen zu dürfen. So mussten die drei Klubs, die der FEDEFUTBOL treu geblieben waren mit den drei besten Klubs der zweiten Liga in einer Relegationsrunde einen Erstligastartplatz ausspielen. Die Relegationsrunde wurde von Uruguay gewonnen, wodurch El Carmen trotz eines ersten Platzes in der Meisterschaft des eigentlichen Verbandes in die zweite Liga absteigen musste. Erst nach jahrelangen Protesten wurde Carmelita im Jahr 1999 mit Gründung der UNAFUT der errungene Meistertitel von 1961 offiziell anerkannt.
Nach acht Jahren in der Zweitklassigkeit musste Carmelita für ein Jahr sogar in der dritten Liga antreten, kehrte aber gleich darauf in die Zweite zurück, wo ihnen der Durchmarsch in die Primera División de Costa Rica gelang. Die Freude währte jedoch nur kurz, denn schon nach einem Jahr (1983) musste der Klub den Gang zurück in die zweite Liga antreten.
1991/92 gelang Carmelita die Rückkehr in die höchste Spielklasse, wo der Stadtteilklub bis zum Ende der Saison 2008/2009 verblieb. Die Jahre zuvor konnte er zwar nie wirklich gute Platzierungen erzielen, es reichte aber immer für den Klassenerhalt.
In den folgenden drei Jahren war Carmelita trotz finanzieller Probleme die Mannschaft, die konstant gute Platzierungen erzielte und schließlich gelang es dem Klub in der Saison 2011/12, die Vizemeisterschaft zu erringen und sich anschließend in einem Relegationsspiel gegen den Letztplatzierten der ersten Liga, Orión FC, durchzusetzen, so kehrten die „verdolagas“ wieder in die Erstklassigkeit zurück.
Vor allem in den letzten Jahren verdankte der finanziell und infrastrukturell sehr schwache Stadtteilklub, der nicht auf eine große Anhängerschaft noch auf viele Sponsoren zählen kann, sein Überleben im Profifußball dem Engagement von Carlos „Cañon“ Gonzáles welcher jahrelang für den Klub lebte. Nachdem dieser auch bei anderen Klubs sehr respektierte Funktionär im Juni 2011 verstorben war, wurden ihm die Saison 2011/12 der zweiten und die Saison Invierno 2012 der ersten Liga gewidmet.

## Stadion
Da es sich bei Carmelita nur um einen kleinen Stadtteilklub handelt, verfügt der Verein über kein eigenes Stadion. In den Erstligaspielzeiten suchte sich Carmelita meist für jeweils eine Spielzeit eine Bleibe, zu Zweitligazeiten trugen sie ihre Heimspiele aber meist in mehreren Stadien aus, in der Saison 2011/12 beispielsweise in fünf verschiedenen.
Momentan trägt der Verein seine Heimspiele im 21.000 Zuschauer fassenden Estadio Alejandro Morera Soto aus, welches dem „großen“ Klub der Stadt, LD Alajuelense gehört.

## Erfolge
- Primera División de Costa Rica (1): 1961